# Dactyliandra
Dactyliandra là một chi thực vật có hoa trong họ Cucurbitaceae.

## Loài
Chi Dactyliandra gồm các loài: